# Kassaman
Kassaman ou Qasaman (en arabe : قَسَمًا, « nous témoignons » ; en berbère : ⵜⴰⴳⴰⵍⵍⵉⵜ Tagallit, «Nous Jurons») est l'hymne national de l'Algérie. Ses paroles ont été écrites par le poète nationaliste Moufdi Zakaria, et il se compose de 5 couplets.

## Histoire

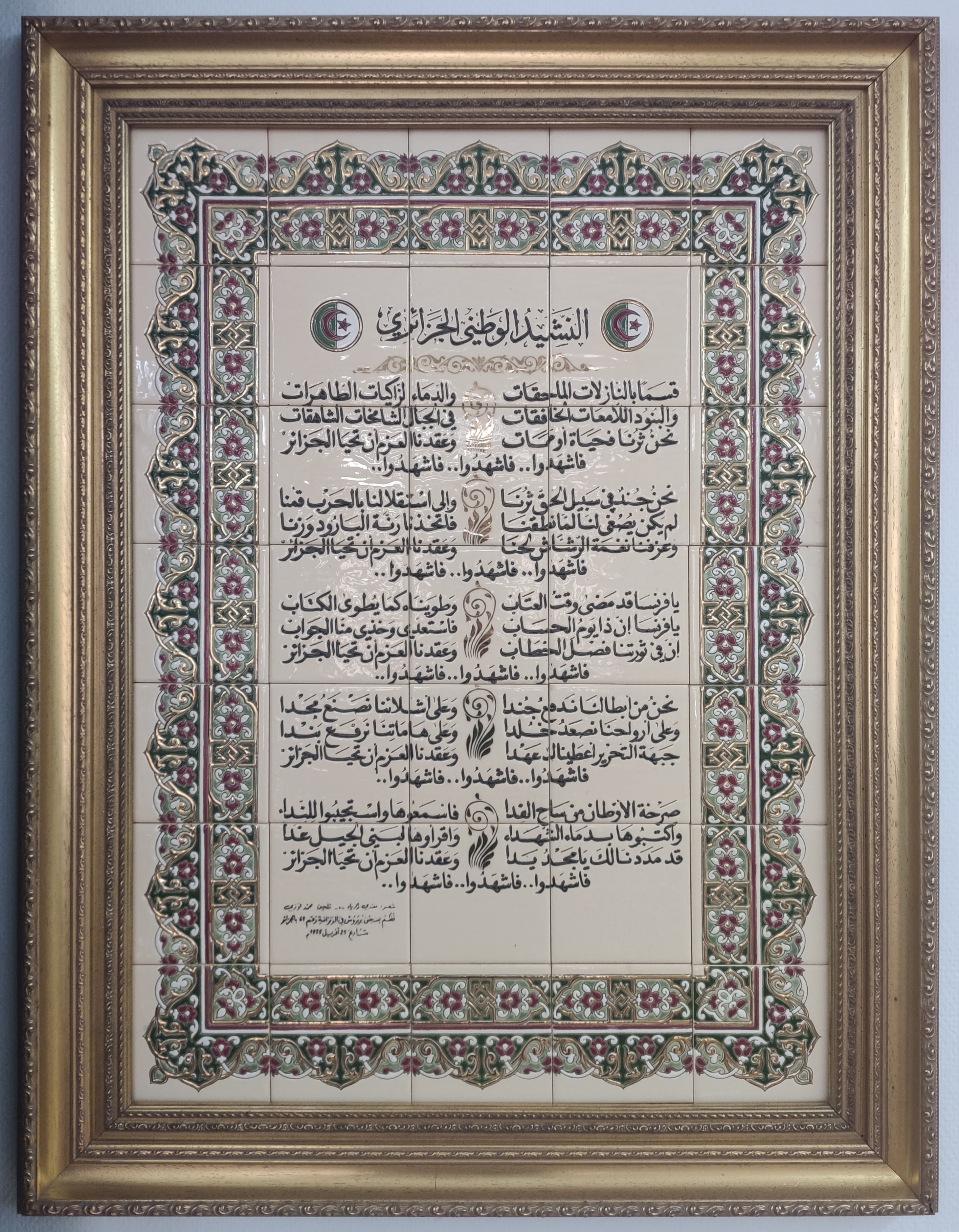
Kassamen sur les murs de l'ambassade de l'Algérie à Moscou

Moufdi Zakaria, militant nationaliste pendant la guerre d'Algérie, est approché en 1955 par Rebbah Lakhdar, ⁸un cadre et militant du FLN à la demande d'Abane Ramdane et Benyoucef Benkhedda, qui lui demandent d'écrire un hymne national. Zakaria propose très vite un poème, Fach’hadou (« Témoignez-en ! »), qu'il aurait, selon une version répandue, écrit avec son sang sur les murs de la cellule 69 de la prison Barberousse, le 25 avril 1955 ; celui-ci est immédiatement adopté, puis renommé Kassaman (« Nous jurons ! »). 
La première composition musicale de l'hymne est écrite par l'Algérien Mohamed Touri, à Alger. Cette composition n'étant pas jugée satisfaisante, on demande alors au Tunisien Mohamed Triki de composer la musique, avec l'aide d'une chorale algérienne, à Tunis. Son résultat n'ayant lui non plus pas été retenu, on demande finalement à Mohamed Fawzi, compositeur égyptien, d'écrire la partition musicale de l'hymne. Cette dernière composition reste, aujourd'hui, la musique de l'hymne algérien. 
Kassaman est officiellement adopté comme hymne national peu après l'indépendance de l'Algérie, en 1963. Il est composé de cinq couplets, dont le troisième cite nommément la France. Pendant les années 1980, sous la présidence de Chadli Bendjedid, les autorités algériennes ont essayé de retirer le couplet de la version officielle de l'hymne national, qui avait été fixée par la loi. La raison invoquée était que l'hymne algérien était le seul dans le monde à mentionner un autre pays par son nom. 
Un projet d'amendement visant à supprimer ce couplet a été soumis à l'Assemblée populaire nationale (APN), mais il a été rejeté.  

Alors qu'il avait été décidé en 1986 que les paroles intégrales de l'hymne soient « réservé(es) aux congrès du FLN et à l'investiture du président de la République », en mai 2023, le troisième couplet accusant nommément la France et lui demandant de rendre des comptes est « inscrit désormais au protocole pour toutes les commémorations et cérémonies officielles en présence du président de la République », quoique lors « des visites officielles des chefs d'État, une version abrégée de l'hymne algérien peut être jouée». Les paroles de ce couplet traduit en français sont les suivantes :  

« Ô France ! Le temps des palabres est révolu. Nous l'avons clos comme on ferme un livre. Ô France ! Voici venu le jour où il te faut rendre des comptes. Prépare-toi ! Voici notre réponse. Le verdict, notre révolution le rendra. Car nous avons décidé que l'Algérie vivra. Soyez-en témoin ! ».

### Réactions quant aux utilisation de l'Hymne dans son intégralité.
Ce couplet a été l'objet de nombreux débats et interprétations en France le qualifiant d'"anti-France",,,  malgré l'historique révolutionnaire de ce couplet et plus largement de l'hymne : rédigé durant la guerre de libération nationale algérienne, cet hymne louait l'opposition de la population colonisée contre des populations coloniales (colons et européens) qui se matérialisaient notamment par la politique basée sur la discrimination de la France,,.

## Paroles
| Paroles en arabe | Translittération | Traduction française (Nous témoignons !) |
| --- | --- | --- |
| 𝄇 قَسَمًا بِٱلنَّازِلَاتِ ٱلْمَاحِقَات وَ ٱلدِّمَاءِ ٱلزَّاكِيَاتِ ٱلطَّاهِرَات 𝄆 وَ ٱلْبُنُودِ ٱللَّامِعَاتِ ٱلْخَافِقَات فِي ٱلْجِبَالِ ٱلشَّامِخَاتِ ٱلشَّاهُقَات نَحْنُ ثُرْنَا فَحَيَاةٌ أَو مَمَات وَ عَقَدْنَا ٱلْعَزْمَ أَن تَحْيَى ٱلْجَزَائِر فَاشْهَدُوا… فَاشْهَدُوا… فَاشْهَدُوا… 𝄇 نَحْنُ جُنْدٌ فِي سَبِيلِ ٱلْحَقِّ ثُرْنَا وَ إِلَى اسْتِقْلَالِنَا بِٱلْحَرْبِ قُمْنَا 𝄆 لَم يَكُن يُصْغِى لَنَا لَمَّا نَطَقْنَا فَاتَّخَذْنَا رَنَّة ٱلْبَارُودِ وَزْنَا وَ عَزَفْنَا نَغْمَة ٱلرَّشَّاشِ لَحْنَا وَ عَقَدْنَا ٱلْعَزْمَ أَن تَحْيَى ٱلْجَزَائِر فَاشْهَدُوا… فَاشْهَدُوا… فَاشْهَدُوا… 𝄇 يَا فِرَنْسَا قَد مَضَى وَقْتُ ٱلْعِتَاب وَ طَوَيْنَاهُ كَمَا يُطْوَى ٱلْكِتَاب 𝄆 يَا فِرَنْسَا إِنَّ ذَا يَوْمُ ٱلْحِسَاب فَاسْتَعِدِّي وَخُذِي مِنَّا ٱلْجَوَاب إِنَّ فِي ثَوْرَتِنَا فَصْل ٱلْخِطَاب وَ عَقَدْنَا ٱلْعَزْمَ أَن تَحْيَى ٱلْجَزَائِر فَاشْهَدُوا… فَاشْهَدُوا… فَاشْهَدُوا… 𝄇 نَحْنُ مِن أَبْطَالِنَا نَدْفَعُ جُنْدَا وَ عَلَى أَشَلَائِنَا نَصْنَعُ مَجْدَا 𝄆 وَ عَلَى أَرْوَاحِنَا نَصْعَدُ خُلْدَا وَ عَلَى هَامَاتِنَا نَرْفَعُ بُنْدَا جَبْهَةُ ٱلتَّحْرِيرِ أَعَطَيْنَاكِ عَهْدَا وَ عَقَدْنَا ٱلْعَزْمَ أَن تَحْيَى ٱلْجَزَائِر فَاشْهَدُوا… فَاشْهَدُوا… فَاشْهَدُوا… 𝄇 صَرْخَةُ ٱلْأَوْطَانِ مِن سَاحِ ٱلْفِدَا إِسْمَعُوهَا وَاسْتَجِيبُوا لِلنِّدَا 𝄆 وَ اكْتُبُوهَا بِدِمَاءِ ٱلشُّهَدَا وَ اقْرَأُوهَا لِبَنِي ٱلْجِيلِ غَدَا قَدْ مَدَدْنَا لَكَ يَا مَجْدُ يَدَا وَ عَقَدْنَا ٱلْعَزْمَ أَن تَحْيَى ٱلْجَزَائِر فَاشْهَدُوا… فَاشْهَدُوا… فَاشْهَدُوا… | 𝄆 Qasamân bi-n-nâzilâti l-mâḥiqât Wa-d-dimâʾi z-zâkiyâti ṭ-ṭâhirât 𝄇 Wa-l-bunûd il-lâmiʿâti l-khâfiqât Fi-l-jibâli š-šâmikhâti š-šâhiqât Nahnu thurnâ fahayâtun aw mamât Wa ʿaqadnâ l-ʿazma ʾan tahya l-jazâʾir. Fa-šhadû ! Fa-šhadû ! 𝄆 Nahnu jundun fî sabîl il-haqqi thurnâ Wa ʾilâ-stiqlâlinâ bi-l-harbi qumnâ. 𝄇 Lam yakun yusghî lanâ lammâ nataqnâ Fa-ttakhadhnâ rannat al-bârûdi waznâ. Wa ʿazafnâ naghmat ar-raššâši laḥnâ Wa ʿaqadnâ l-ʿazma ʾan tahya l-jazâʾir. Fa-šhadû ! Fa-šhadû ! 𝄆 Yâ firansâ qad madhâ waqt ul-ʿitâb Wa tawaynâhu kamâ yutwa l-kitâb 𝄇 Yâ firansâ inna dhâ yawm ul-hisâb fa-staʿiddî wa khudhî minnâ l-jawâb Inna fî thawratinâ fasl al-khitâb Wa ʿaqadnâ l-ʿazma ʾan tahya l-jazâʾir. Fa-šhadû ! Fa-šhadû ! 𝄆 Nahnu min abtâlinâ nadfaʿu jundâ Wa ʿalâ ašlâʾinâ nasnaʿu majdâ. 𝄇 Wa ʿalâ arwâhinâ nasʿadu khuldâ. Wa ʿalâ hâmatinâ narfaʿu bundâ. Jabhat ut-taḥrîri aʿataynâki ʿahdâ Wa ʿaqadnâ l-ʿazma ʾan tahya l-jazâʾir. Fa-šhadû ! Fa-šhadû ! 𝄆 Sarkhat ul-awtâni min sâhi l-fidâ Ismaʿûhâ wa-stajîibû li-n-nidâ 𝄇 Wa-ktubûhâ bi-dimâʾi š-šuhadâ Wa-qraʾûhâ li-bani l-jîli ghadâ Qad madadnâ laka yâ majdu yadâ Wa ʿaqadnâ l-ʿazma ʾan tahya l-jazâʾir. Fa-šhadû ! Fa-šhadû ! | 𝄆 Nous jurons par les tempêtes dévastatrices abattues sur nous Par le sang noble et pur généreusement versé 𝄇 Par les éclatants étendards flottant au vent Sur les cimes altières de nos fières montagnes Que nous nous sommes dressés pour la vie ou la mort Car nous avons décidé que l'Algérie vivra Soyez-en témoin ! Soyez-en témoin ! 𝄆 Nous sommes des combattants pour le triomphe du droit Pour notre indépendance, nous sommes entrés en guerre 𝄇 Nul ne prêtant oreilles à nos revendications Nous les avons scandées au rythme des canons Et martelées à la cadence des mitrailleuses Car nous avons décidé que l'Algérie vivra Soyez-en témoin ! Soyez-en témoin ! 𝄆 Ô France ! le temps des palabres est révolu Nous l'avons clos comme on ferme un livre 𝄇 Ô France ! voici venu le jour où il te faut rendre des comptes Prépare toi ! voici notre réponse Le verdict, Notre révolution le rendra Car nous avons décidé que l'Algérie vivra Soyez-en témoin ! Soyez-en témoin ! 𝄆 Nos braves formeront les bataillons Nos dépouilles seront la rançon de notre gloire 𝄇 Et nos vies celles de notre immortalité Nous lèverons bien haut notre drapeau au-dessus de nos têtes Front de libération nous t'avons juré fidélité Car nous avons décidé que l'Algérie vivra Soyez-en témoin ! Soyez-en témoin ! 𝄆 Des champs de bataille monte l'appel de la patrie Écoutez le et obtempérez ! 𝄇 Écrivez-le avec le sang des martyrs ! Et enseignez-le aux générations à venir ! Ô Gloire ! Vers toi nous tendons la main ! Car nous avons décidé que l'Algérie vivra Soyez-en témoin ! Soyez-en témoin ! |